# Mohamed Ali Ben Jemaa
Mohamed Ali Ben Jemaa (arabe : محمد علي بن جمعة), né le 13 novembre 1970 à Tunis, est un acteur tunisien et assistant de mise en scène. Il a joué dans divers films tunisiens et étrangers ainsi que dans des téléfilms. Il est également rappeur sous le pseudonyme de Dali Ben J.

## Filmographie

### Films tunisiens

#### Longs métrages
- 1997 : Noces de lune de Taïeb Louhichi
- 1998 :
  - Demain, je brûle de Mohamed Ben Smaïl (ar)
  - No Man's Love de Nidhal Chatta
- 2002 : Poupées d'argile de Nouri Bouzid
- 2004 : Noce d'été de Mokhtar Ladjimi : Hamid
- 2005 : Junun de Jalila Baccar et Fadhel Jaïbi
- 2006 :
  - Fleur d'oubli de Salma Baccar
  - Lambara d'Ali Labidi
  - Elle et lui d'Elyes Baccar
- 2007 : L'Accident de Rachid Ferchiou
- 2009 : Cinecittà d'Ibrahim Letaïef
- 2016 : Fleur d'Alep de Ridha Béhi
- 2019 :
  - Un fils de Mehdi Barsaoui
  - Porto Farina d'Ibrahim Letaïef : Ali Bahri
- 2022 : L'Île du pardon de Ridha Béhi : Ammar

#### Courts métrages
- 1999 :
  - Malgré tous de Mohamed Ben Bechir
  - Foundok el ghalla de Khaled Barsaoui
- 2007 : Coup de cœur de Farès Naânaâ
- 2010 : Il était une fois l'aube de Mohamed Ali Nahdi
- 2015 : Ghasra de Jamil Najjar

### Films étrangers
- 2002 :
  - Le Soleil assassiné d'Abdelkrim Bahloul, avec Charles Berling
  - Imperium: Augustus (en) de Roger Young, avec Peter O'Toole
- 2005 : San Pietro (it) de Giulio Base, avec Omar Sharif

### Documentaires
- 2000 : Parle d'Anne Closset
- 2003 : The True Gladiators... Revealed de Shaun Trevisick
- 2004 : Salaheddin Ayoubi de Shaun Trevisick
- 2005 : Hannibal de Shaun Trevisick
- 2006 :
  - Rome Constantine de Tim Dunn
  - The Gospel of Judas de James Barrat

### Vidéos
- 2013 : apparition dans le clip de Ghneya Lik (Une Chanson pour toi), une chanson collective écrite, composée et produite par Bayrem Kilani et dirigée par Sami Maatougui ; le clip est réalisé par Zied Litayem

### Télévision

#### Séries
- 1990 : Oueld Enness de Moncef Dhouib
- 1995 : Journées ordinaires de Habib Mselmani
- 1998 : Îchqa wa Hkayet de Slaheddine Essid
- 1999 : Ghalia de Moncef El Kateb
- 1999-2000 : Hadhra de Fadhel Jaziri
- 2000 : Amour et tempête de Nejib Belkadhi
- 2002 : Itr Al Ghadhab de Habib Mselmani
- 2003 :
  - Amina (téléfilm) d'Abdellatif Ben Ammar
  - Nadia et Sarra (en) de Moufida Tlatli
  - Sayafi d'Abdejabar El Bhouri
  - Chez Azaïez de Slaheddine Essid
- 2004 : Hssabet w Aqabet de Habib Mselmani
- 2005-2009 : Choufli Hal de Slaheddine Essid
- 2005 : Aoudat Al Minyar de Habib Mselmani
- 2006 :
  - Fosha Samaouia de Saïfeddine Sibiî
  - Hkeyet El Aroui de Habib Jomni
- 2007 : Kamanjet Sallema de Hamadi Arafa
- 2008 :
  - Sayd Errim d'Ali Mansour
  - Maktoub (saison 1) de Sami Fehri
- 2009 :
  - Houdou Nesbi (téléfilm) de Chawki Mejri
  - Aqfas Bila Touyour (ar) d'Ezzeddine Harbaoui
- 2010 : Garage Lekrik de Ridha Béhi
- 2010-2011 : Njoum Ellil (saisons 1-2) de Madih Belaïd
- 2012 :
  - Alkannass (téléfilm) de Yosri Bouassida
  - Onkoud El Ghadhab de Naïm Ben Rhouma : Ilyes
- 2013 :
  - Ti Hassilou de Rabii Tekali
  - Caméra Café (saison 1) d'Ibrahim Letaïef
  - Layem de Khaled Barsaoui
  - Nsibti Laaziza (invité d'honneur des épisodes 11 et 14 de la saison 3) de Slaheddine Essid : Dr Mongi
  - Yawmiyat Imraa de Khalida Chibeni
- 2014 : Naouret El Hawa (saison 1) de Madih Belaïd
- 2015 :
  - Lilet Chak de Majdi Smiri
  - Le Risque de Nasreddine Shili
  - Bolice de Majdi Smiri
- 2016 :
  - Warda w Kteb d'Ahmed Rjeb : Baha
  - Bolice 2.0 de Majdi Smiri
  - Al Akaber de Madih Belaïd
- 2017 : Dawama de Naïm Ben Rhouma, Habib Mselmani, Mohamed Ali Mihoub et Abdelmonem Hwass : Mortadha Ghanem
- 2019 : Dar Nana de Mohamed Ali Mihoub
- 2021-2022 : El Foundou de Saoussen Jemni : Mourad
- 2022 : Baraa de Mourad Ben Cheikh et Sami Fehri : Omar
- 2023-2024 : Falloujah de Saoussen Jemni : Chokri
- 2025 : El Fetna de Saoussen Jemni : Driss Sallemi

#### Programmes
- 2014 : Maândek Win Tohreb (émission, épisode 13) sur Tunisna TV

## Théâtre
- 1990-1991 : Klem illil de Taoufik Jebali
- 1991-1992 : Les Passionnés de Fadhel Jaziri
- 1994 : Noujoum de Fadhel Jaziri
- 1995 : Zghonda et Azzouz de Fadhel Jaziri
- 1996 : Banni Banni de Fadhel Jaziri
- 1998 : Les Oiseaux du paradis d'Elyes Baccar
- 1999 :
  - La Scie inquiète de Raja Ben Ammar et Moncef Sayem
  - El Amal, reprise mise en scène de Raja Ben Ammar
  - Studio Théâtre avec Fadhel Jaïbi et Nawel Skandrani
- 2001-2005 : Junun de Fadhel Jaïbi et Jalila Baccar[2]
- 2003 : Les Palestiniens de Jean Genet, mise en espace de Taoufik Jebali
- 2004 : Carthage Caméléon, production de Raouf Ben Amor
- 2005 :
  - Hadhra 05 de Fadhel Jaziri
  - Spectacle d'ouverture du championnat du monde de handball, mise en scène de Béchir Drissi et Mounir Argui
- 2006 : Fête nationale du 50e anniversaire de l'indépendance de la Tunisie, mise en scène de Béchir Drissi et Mounir Argui
- 2014 : Corps à corps, mise en espace de Zina Al Halak et Zied Touati

## Assistanat et casting
- Casting : Hannibal de Ghassen Rahabani (1998)
- Casting : Les Oiseaux du paradis (1998)
- Casting : Hadhra (1999)
- Casting et préparation : Sayafi (2003)
- Assistanat à la mise en scène : Zaza de Fadhel Jaziri (2005)

## Musique
Mohamed Ali Ben Jemaa est également rappeur et slameur sous le pseudonyme de Dali Ben J. Il a écrit de nombreux textes qui se rapprochent du rap conscient.
- 2010 : Alors je chante
- 2011 : Ghaltouni, il y cite la fameuse phrase du président tunisien Zine el-Abidine Ben Ali, Ena Fhémtkom (Je vous ai compris), prononcée lors de son discours en arabe dialectal le 13 janvier 2011[3].
- 2011 : Foot tu, musique composée par Afif Cherif
- 2012 :
  - Andi Weldi Ya Hodhar
  - Takallam (Speak Up), en duo avec Asma Ben Ahmed, reprise du poème Al Kalimat de Mnaouar Smadah
- 2013 : Minute de silence, titre en hommage à Chokri Belaïd
- 2014 : #Gaza, en duo avec Amira Ameur

## Engagements
Le 26 mai 2021, il rejoint les rangs du parti Afek Tounes.